# Aubrey Peeples

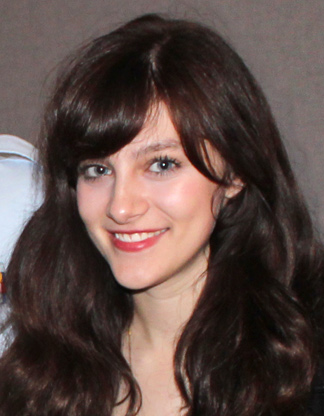
Aubrey Peeples nel 2014

Aubrey Shea Peeples (Lake Mary, 27 novembre 1993) è un'attrice e regista statunitense, conosciuta principalmente per il ruolo di Layla Grant in Nashville.

## Biografia
È nata a Lake Mary, in Florida. Crescendo ha perfezionato recitazione per dieci anni presso il Repertory Theatre di Orlando. Nonostante gli impegni cinematografici, che l'hanno tenuta lontana dagli studi per due anni, risulta ancora iscritta all'Università di Harvard.
Dopo una serie di comparse in diverse serie televisive, nel 2013 entra a far parte del cast della serie Tv Nashville col ruolo ricorrente di Layla Grant, parte che le permette di farsi conoscere tra il grande pubblico.
Nel 2014 affianca Nicolas Cage nel thriller Tokarev, ma soprattutto viene scelta per interpretare la popstar Jem nel film in live action, tratto dall'omonimo cartone animato anni '80, Jem e le Holograms, per la regia di Jon M. Chu.
Nel 2016 l'attrice non rinnova il contratto con la serie televisiva Nashville, dopo che questa viene trasferita dall'ente ABC alla rete televisiva Country Music Television. Nei due anni successivi recita nel ruolo ricorrente di Harper nella serie televisiva Recovery Road e recita come protagonista nei film Heartthrob con Keir Gilchrist e Cowboy Drifter. Nel 2018 viene scelta come protagonista nel film biografico sulla vita di Anna Frank, A Conversation: Anne Frank Meets God, e intraprende pe la prima volta la carriera come autrice e regista del cortometraggio Decadeless.
Nel 2019 torna in televisione nel film Death of a Cheerleader, basato sulla serie televisiva statunitense A Friend to Die For del 1984, e l'anno successivo recita nel film  Search and Destroy.

## Filmografia parziale

### Cinema
- Tokarev, regia di Paco Cabezas (2014)
- Jem e le Holograms (Jem & the Holograms ), regia di Jon M. Chu (2015)
- Heartthrob, regia di Chris Sivertson (2017)
- Cowboy Drifter, regia di Michael Lange (2017)
- A Conversation: Anne Frank Meets God, regia di Kimberly Jentzen (2018)
- Locating Silver Lake, regia di Eric Bilitch (2018)

### Televisione
- Ace Ventura 3 (Ace Ventura, Jr.: Pet Detective), regia di David M. Evans (2009)
- Drop Dead Diva - serie TV, episodio 12x2 (2010)
- Charlie's Angels - serie TV, episodio 1x01 (2011)
- Burn Notice - Duro a morire (Burn Notice) - serie TV, episodio 15x05 (2011)
- Terapia d'urto (Necessary Roughness) - serie TV, 3 episodi (2011-2012)
- Austin & Ally - serie TV, episodio 16x01 (2012)
- Grey's Anatomy - serie TV, episodio 3x10 (2013)
- Sharknado, regia di Anthony C. Ferrante - film TV (2013)
- Nashville - serie TV, 54 episodi (2013-2016)
- Star-Crossed - serie TV, episodio 1x01 (2014)
- Recovery Road - serie TV, 3 episodi (2016)
- Death of a Cheerleader, regia di Paul Shapiro - film TV (2019)
- Search and Destroy, regia di Danny Lerner - film TV (2020)

### Regista
- Decadeless - cortometraggio (2018)

## Doppiatrici italiane
- Veronica Puccio in Nashville, Jem e le Hologams
- Elena Liberati in Sharknado
- Chiara Oliviero in Tokarev